# UTV Brasil
UTV Brasil ou simplesmente UTV é um canal de televisão comercial aberto brasileiro, inaugurado no dia 20 de dezembro de 2019 e está presente nas operadoras de televisão a cabo de fibra óptica e na televisão terrestre em partes do Distrito Federal e no estado de Goiás. Está com seus estúdios e sede administrativa localizados no município de Descalvado, no interior do estado de São Paulo.

## Programas
A programação da UTV Brasil se destaca por ter um conteúdo em alta definição, além de programas do interesse da comunidade em geral, programas em todas as faixas de idade, que em sua maioria podem ser vistos por todos os públicos. Grande parte da programação da emissora e focado em entrevistas e entretenimento, sendo alguns dos programas exibidos no canal através da redifusão.
- UTV Kids
- Tempero do Japa
- Bem Melhor
- Conversando
- É da Gente[3] (redifusão)
- Garotada Esperta
- Os Serranos[4] (redifusão)
- Sessão Oriental
- Direção Retrô
- Cine UTV
- UTV Music
- Séries Inesquecíveis
- Som de Papo[5] (redifusão)

## Disponibiliade em operadoras
O canal é disponível em diversas operadoras de televisão por assinatura no Brasil, o seu sinal pode ser assistido por mais de um milhão de telespectadores diretos, seu sinal também é exibido no exterior através da distribuidora CDN TV. Dia 17 de setembro de 2020 estreou o seu sinal na operadora digital Guigo TV. No ano de 2021 a UTV Brasil formou sua rede de televisão e distribuiu o seu sinal para os canais: TV A7 em Caldas Novas, TV Cerrado Entorno Sul e TV Potengi, iniciando as suas transmissões na televisão terrestre.